# Unwritten (singel)
Unwritten – piosenka pop stworzona przez brytyjską wokalistkę Natashę Bedingfield, Danielle Brisebois i Wayne Rodrigues na debiutancki album Bedingfield, Unwritten (2004). Utwór został wydany jako trzeci, międzynarodowy singel z krążka natomiast jako drugi – amerykański. „Unwritten” to do tej pory największy hit wokalistki, gdyż zajął on pozycje w Top 10 notowań większości krajów świata. W USA singel zajął pozycję #5 na liście Billboard Hot 100. W marcu 2006, singel został odznaczony platynowym certyfikatem w Stanach Zjednoczonych, sprzedając się w sieci (system digital download) w ponad milionie egzemplarzy.
W Grecji, Włoszech i Hiszpanii „Unwritten” został wydany jako pierwszy singel z albumu N.B. (2007).

## Teledysk
Do singla zostały nagrane dwa różne teledyski. Jeden z nich filmowany był w roku 2004, w Wielkiej Brytanii i promowany międzynarodowo; drugi, nagrywany w roku 2006 w Stanach Zjednoczonych, promowany był w USA i Hiszpanii.
Wersja międzynarodowa: ukazuje Bedingfield jako animowana okładka książki, która podróżuje po różnych miejscach na ziemi; zgodnie ze zmianami pogody, odpowiedznio zmienia ubrania. Pod koniec klipu, kiedy animowana książka dociera na sam koniec swojej podróży, wolumin zostaje przestraszony przez białego ptaka. Księga spada i rozrywa się na ulicę pełną przechodniów. Ci biorą kartki i spoglądają w niebo.
Wersja amerykańska i hiszpańska: reżyserowana przez Chrisa Applebauma, ukazuje Bedingfield w windzie oraz na różnych piętrach, gdzie artystka doświadcza różnych wydarzeń (śpiewa z kościelnym chórem, spogląda na roześmianych dzieci bawiących się w wodzie, pociesza dziewczynę, podziwia woźnego, który liczy swoje oszczędności, patrzy na całującą się parę), a także miłości (mężczyzna, z którym Natasha jechała windą na koniec klipu biegnie za artystką).

## Listy utworów i formaty singla
Brytyjski dwunagraniowy CD singel 

(Wydany 29 listopada 2004)
1. „Unwritten [Wersja albumowa]”
2. „Wild Horses [Na żywo w Sydney]”

Brytyjski CD-maxi singel 

(Wydany 29 listopada 2004)
1. „Unwritten [Album Version]”
2. „The Scientist [Na żywo dla radia BBC]”
3. „If You’re Gonna [Paul Oakenfield Remix 7" Remix]”
4. „Unwritten [Videoclip]”

Międzynarodowy CD singel

(Wydany 7 lutego 2005)
1. „Unwritten [Radio Edit]”
2. „The Scientist [Na żywo dla radia BBC]”
3. „If You’re Gonna [Paul Oakenfield Remix 7" Remix]”
4. „Unwritten [Wersja albumowa]”
5. „Unwritten [Videoclip]”

## Pozycje na listach
| Lista przebojów (2004/05)         | Najwyższa pozycja |
| --------------------------------- | ----------------- |
| Australia ARIA Singles Chart      | 26                |
| Austria Singles Chart             | 18                |
| Belgia Singles Chart              | 22                |
| Holandia Top 40 Chart             | 5                 |
| Irlandia Singles Chart            | 9                 |
| Niemcy Singles Chart              | 22                |
| Nowa Zelandia RIANZ Singles Chart | 16                |
| Szwecja Singles Top 60 Chart      | 32                |
| Szwajcaria Singles Chart          | 26                |
| UK Singles Chart                  | 6                 |

| Lista przebojów (2005)            | Najwyższa pozycja |
| --------------------------------- | ----------------- |
| USA Billboard Hot 100             | 5                 |
| USA Billboard Pop 100             | 1                 |
| USA Billboard Hot Dance Club Play | 1                 |